# Перепись населения Латвии (1925)
Перепись населения Латвии (1925) — вторая всеобщая перепись населения в Латвийской Республике, проведённая в 1925 году. Согласно переписи в стране проживало 1 844 805 человек; из них 1 354 126 человек (73,40%) были латышами. Население было преимущественно христианским (94,57%), господствующей конфессией было лютеранство (57,20%).

## Национальный и религиозный состав
В 1925 году в Латвии было зарегистрировано 49 национальностей. Основную массу населения составляли латыши (73,40%). Наибольшим национальным меньшинством были русские (10.50%); их количество возросло по сравнению с 1920 годом в результате эмиграции из Советской России и соседних стран. Другими многочисленными национальными меньшинствами, исторически проживавшими на латвийских землях, были евреи (5,19%), немцы (3,85%), поляки (2,77%), белорусы (2,06%), литовцы (1,26%). Доля украинцев была незначительной - 0.03%.
По переписи 1925 года Латвия была преимущественно христианской страной. 94,57% населения составляли христиане. Крупнейшими конфессиями были лютеранство (57,20%) и католицизм (31,67%). Среди нехристианских религий больше всего последователей имел иудаизм (5,19%).

## Последующие переписи
- Перепись населения Латвии (1930)
- Перепись населения Латвии (1935)